# Закрой Георгій Гаврилович
Гео́ргій Гаври́лович Закрой (20 серпня 1911, станція Знам'янка, тепер місто Кіровоградської області — 23 червня 1983, місто Львів) — український радянський партійний діяч, 1-й секретар Бориславського і Дрогобицького міськкомів КПУ, голова партійної комісії при Львівському обкомі КПУ.

## Біографія
Народився в родині залізничника Гаврила Дем'яновича Закроя.
Трудову діяльність розпочав шістнадцятирічним юнаком. Працював секретарем правління районного сільбуду, слюсарем машинобудівного заводу. З жовтня 1933 року служив у Червоній армії.
Після демобілізації перебував на керівній господарській і радянській роботі. На 1939 рік — відповідальний співробітник комунального відділу та житлоуправління Роменської міської ради Сумської області.
Член ВКП(б) з 1939 року.
У 1941—1945 роках — у Червоній армії. Учасник німецько-радянської війни. Брав участь у бойових діях біля Києва у 1941 році, у 1942—1943 роках керував групами мінерів 1-ї гірничої мінно-інженерної бригади на Північно-Кавказькому фронті, був двічі контужений. Потім служив старшим ад'ютантом мінометного батальйону 48-го навчального стрілецького полку 30-ї навчальної стрілецької Івановської дивізії.
З 1945 року — на партійній роботі. Обирався 2-м секретарем районного комітету КП(б)У в Сумській області.
У 1955 році закінчив Вищу партійну школу при ЦК КПУ.
У 1955 — лютому 1956 року — 2-й секретар Бориславського міського комітету КПУ Дрогобицької області.
У лютому 1956 — грудні 1958 року — 1-й секретар Бориславського міського комітету КПУ Дрогобицької області.
27 грудня 1958 — 7 травня 1968 року — 1-й секретар Дрогобицького міського комітету КПУ Львівської області.
У травні 1968 — травні 1974 року — голова партійної комісії при Львівському обласному комітеті КПУ.
З травня 1974 року — персональний пенсіонер у місті Львові.

## Звання
- старший лейтенант
- технік-інтендант ІІ рангу

## Нагороди
- орден Трудового Червоного Прапора (19.03.1959)
- орден «Знак Пошани» (28.05.1966)
- орден Червоної Зірки (6.08.1946)
- медаль «За оборону Кавказу»
- медаль «За перемогу над Німеччиною у Великій Вітчизняній війні 1941—1945 рр.» (1945)
- медалі